# Arnac-la-Poste
Arnac-la-Poste este o comună în departamentul Haute-Vienne din centrul Franței. În 2009 avea o populație de 1.033 de locuitori.

## Evoluția populației
| An        | 1975  | 1982  | 1990  | 1999 | 2006  | 2009  |
| --------- | ----- | ----- | ----- | ---- | ----- | ----- |
| Populație | 1.172 | 1.118 | 1.027 | 979  | 1.014 | 1.033 |